# WrestleMania 13
WrestleMania 13 fue la decimotercera edición de WrestleMania, evento de pago por visión de lucha libre profesional de la World Wrestling Federation. El evento se dio el 23 de marzo de 1997 en el Rosemont Horizon en el suburbio de Rosemont, Chicago, Illinois. La frase para el evento fue "Heat". Podría decirse que este PPV fue el punta pie inicial de la llamada Attitude Era.

## Antecedentes
La principal disputa de cara a WrestleMania 13 fue entre The Undertaker y Sycho Sid, y los dos lucharon por el Campeonato de la WWF. En In Your House 13 en febrero, Bret Hart eliminó por última vez a Undertaker en el Final Four match para ganar el vacante Campeonato de la WWF. El reinado de Hart, sin embargo, duró sólo un día ya que perdió el título la noche siguiente en Raw ante Sycho Sid después de la interferencia de Stone Cold Steve Austin, uno de los otros participantes en el combate Final Four siendo el otro Vader, que no tuvo más participación en la historia en curso. Debido a ser el subcampeón del título en la Final Four, Undertaker se convirtió en el contendiente #1 para desafiar a Sycho Sid por el título en WrestleMania. Sin embargo, en la edición del 17 de marzo de Raw Is War, Sid defendió el título contra Hart en una Hell in a Cell match, y el ganador defendió su título en WrestleMania. Durante el combate, tanto Undertaker como Austin interfirieron. Undertaker salió a ayudar a Sid porque quería luchar contra Sid por el título, mientras que Austin ayudó a Hart porque quería que su pelea de sumisión programada con Hart fuera un combate titular. Sid ganó el combate y retuvo su título y, como resultado, su lucha contra Undertaker siguió siendo el evento principal de WrestleMania.
El segundo combate principal de la cartelera fue Bret Hart contra Stone Cold Steve Austin en un Submission match. La rivalidad de Hart y Austin comenzó después de que este último ganara el torneo King of the Ring de 1996 y comenzara a burlarse de Hart, que estaba inactivo en ese momento. Austin insultó a Hart en sus discursos para que aceptara su desafío a un combate. Hart regresó en octubre y aceptó el desafío de Austin, con los dos enfrentándose en Survivor Series, donde Hart derrotó a Austin. Su rivalidad continuó cuando ellos dos fueron los últimos participantes en el Royal Rumble 1997; Hart originalmente había eliminado a Austin del combate, pero la eliminación de Austin se consideró no oficial porque los árbitros no se percataron de ello ya que estaban ocupados deteniendo una riña entre Mankind y Terry Funk. Participaron en un combate eliminatorio por el vacante Campeonato de la WWF en la Final Four, que ganó Hart. La noche siguiente en Raw, Austin le costó a Hart el Campeonato de la WWF contra Sycho Sid cuando Hart le aplicó el Sharpshooter a Sid, Austin clavó a Hart con una silla de acero seguido de Sid le aplicó un powerbomb a Hart para ganar.
En el episodio del 22 de julio de 1996 de Raw, Ahmed Johnson fue atacado por un debutante Faarooq Asad durante un combate por el Campeonato en Parejas de la WWF. Ahmed estaba programado para defender su Campeonato Intercontinental contra Faarooq en el SummerSlam de ese año, pero problemas renales legítimos lo obligaron a dejar el título vacante. Como justificación, se explicó que Faarooq había causado el problema renal de Ahmed. A principios de 1997, Ahmed regresó de su lesión y continuó su rivalidad con Faarooq, quien había formado The Nation of Domination tiempo atrás. Ahmed unió fuerzas con Legion of Doom (Hawk & Animal) y el trío estaba programado para luchar contra Nation of Domination (Faarooq, Crush & Savio Vega) en una Street Fight en WrestleMania 13.

## Resultados

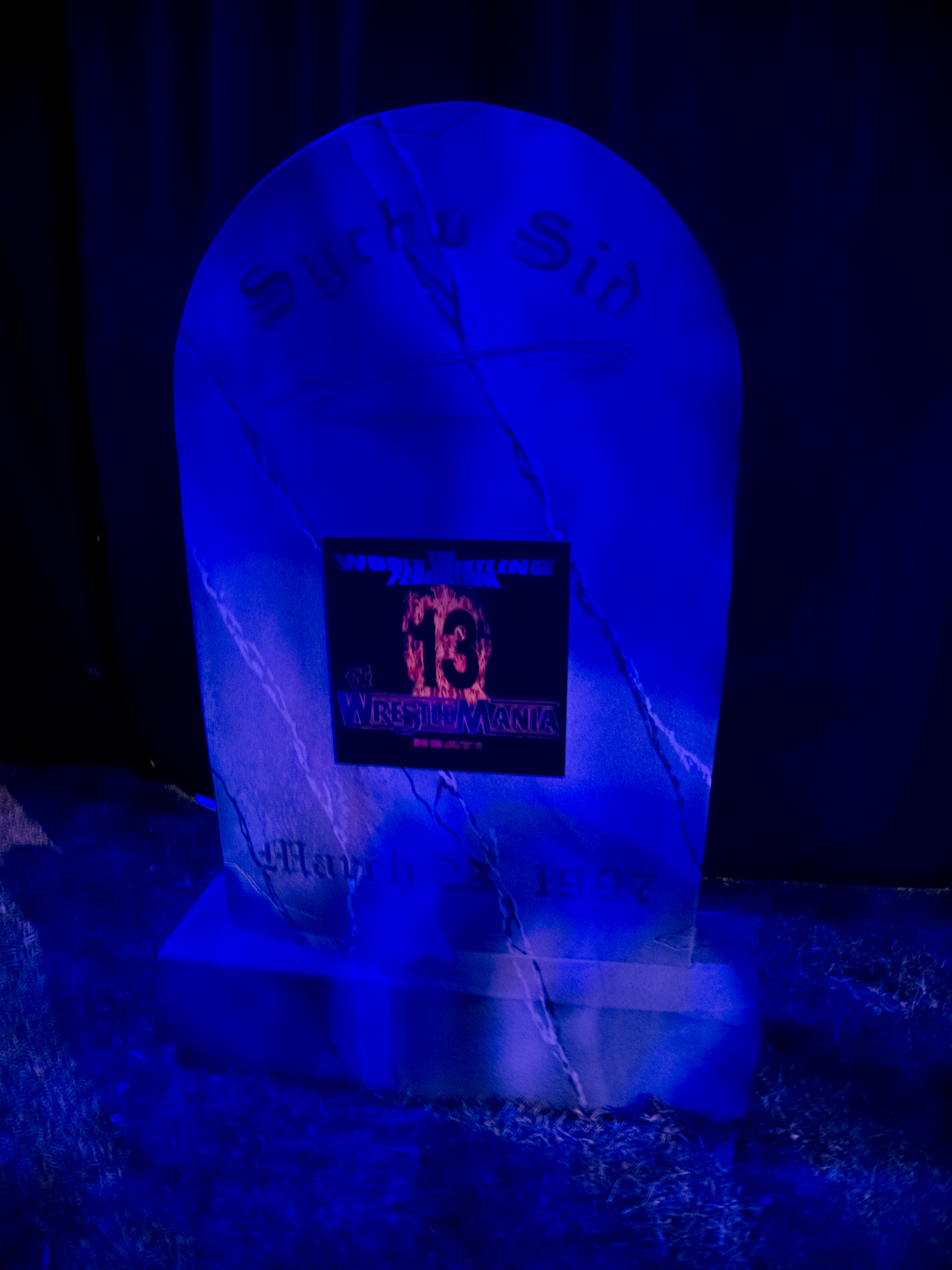
Tumba marcando la derrota de Sycho Sid a manos de The Undertaker.

- Free for All Match: Billy Gunn derrotó a Flash Funk (con Tracy y Nadine) (7:05)
  - Gunn cubrió a Funk después de un "Tornado DDT".
- The Headbangers (Mosh & Thrasher) derrotaron a The New Blackjacks (Barry Windham & Justin Bradshaw), The Godwinns (Henry & Phineas) (con Hillbilly Jim) y Doug Furnas & Phil LaFon ganando una oportunidad por los Campeonato en Parejas de la WWF (10:39)
  - Windham fue descalificado por cuenta de fuera. (4:37)
  - Furnas fue descalificado por cuenta de fuera. (5:00)
  - Thrasher cubrió a Phineas con un "Diving Senton". (10:39)
- Rocky Maivia venció a The Sultan (con Bob Backlund y The Iron Sheik) reteniendo el Campeonato Intercontinental de la WWF (9:45)
  - Maivia cubrió a The Sultan con un "Roll-up".
  - Después de la lucha, The Sultan atacó a Rocky Maivia, y Iron Sheik le aplicó una Camel Clutch, pero después salió el padre de Rocky, Rocky Johnson, para defender a su hijo del ataque de Sultan y Sheik.
- Hunter Hearst Helmsley (con Chyna) derrotó a Goldust (con Marlena) (14:28)
  - Helmsley cubrió a Goldust después de un "Pedigree".
- Los Campeones en Parejas de la WWF Owen Hart & The British Bulldog y Mankind & Vader (con Paul Bearer) empataron por doble cuenta de fuera (16:08)
  - Ambos equipos fueron descalificados por no ingresar al ring antes de la cuenta de 10.
  - Como consecuencia, Hart & Bulldog retuvieron los títulos.
- Bret Hart derrotó a Steve Austin (con Ken Shamrock como árbitro especial) en un Submission match (22:05)
  - Shamrock declaró como ganador a Hart después de que Austin quedara inconsciente y sangrando como producto del "Sharpshooter" de Hart.
  - Tras el combate, Hart continuó atacando a Austin cambiando a heel, mientras que Austin cambió a face.
  - Durante el insistente ataque de Hart a Austin, Shamrock terminó separándolos aplicándole un "Suplex" a Hart.
  - Este combate recibió la calificación de Lucha de 5 estrellas del periodista Dave Meltzer siendo la tercera lucha en la historia de la WWE en recibir dicha calificación.
- The Legion of Doom (Hawk & Animal) y Ahmed Johnson derrotaron a The Nation of Domination (Crush, Faarooq & Savio Vega) (con Wolfie D, J.C. Ice y Clarence Mason) en una Chicago Street Fight. (10:45)
  - Animal cubrió a Crush después de un "2x4".
- The Undertaker derrotó a Sycho Sid en un No disqualification match ganando el Campeonato de la WWF (21:19)
  - Undertaker cubrió a Sid después de una "Tombstone Piledriver" luego de la interferencia de Bret Hart
  - Antes de la lucha, Bret Hart apareció para confrontar a Shawn Michaels, quien era el comentarista invitado de la lucha y a Vince McMahon, pero fue atacado por Sycho Sid.
  - Durante la lucha, Bret Hart intervino en contra de Sycho Sid.
  - Undertaker aumentó su invicto en WrestleMania a 6-0.

## Otros Roles
| Comentaristas en inglés - Jerry "The King" Lawler - Vince McMahon - Jim Ross - The Honky Tonk Man -lucha por el Campeonato Intercontinental - Shawn Michaels -evento principal Comentaristas en Español - Carlos Cabrera - Hugo Savinovich Comentaristas franceses - Jean Brassard - Raymond Rougeau | Entrevistadores - Todd Pettengill - Dok Hendrix Anunciador del ring - Howard Finkel Árbitros - Earl Hebner - Mike Chioda - Jim Korderas - Jack Doan - Billy Silverman |